# Skolebrød

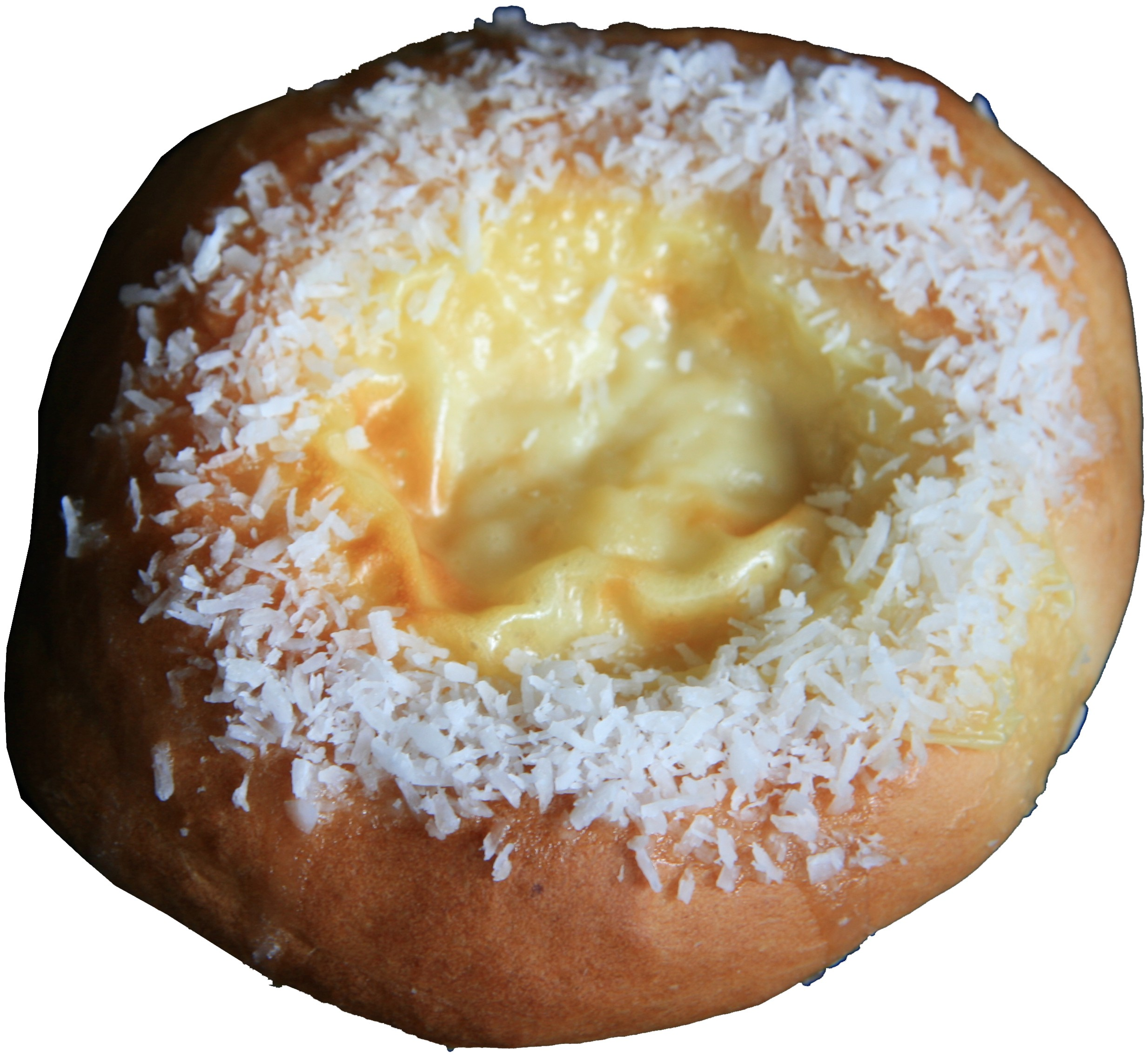
Skolebrød

Skolebrød (dt.: Schulbrot), auch Skoleboller, ist ein norwegisches Gebäck. Es besteht aus einem flachen Hefeteigfladen, der mit Vanillecreme oder -pudding gefüllt ist. Dieser wird nach dem Backen mit einer Zuckerglasur bestrichen und mit Kokosraspeln bestreut. Das in Norwegen beliebte Gebäck stammt aus den 1950er-Jahren, als für Schüler ein einfaches Gebäck gesucht wurde, das sich aus der Hand essen lässt.